# بوب باري جونيور
بوب باري جونيور (بالإنجليزية: Bob Barry, Jr.)‏ هو معلق رياضي أمريكي، ولد في 21 ديسمبر 1956 في نورمان في الولايات المتحدة، وتوفي في 20 يونيو 2015 في أوكلاهوما سيتي في الولايات المتحدة.